# Путивльський державний історико-культурний заповідник
Державний історико-культурний заповідник «Путивль» — комунальний заклад Сумської обласної ради, що входить до системи Міністерства культури і туризму України.
Адреса заповідника: Сумська область, місто Путивль, вулиця Кролевецька, 70.
Перший директор — Біданець Григорій Павлович (1987—1993), від 1993 — Тупик Сергій Володимирович.

## Історія та пам'ятки заповідника
Державний історико-культурний заповідник у місті Путивль створений на базі Путивльського краєзнавчого музею та Музею партизанської слави «Спадщанський ліс» 30 грудня 1986 року постановою Ради Міністрів УРСР № 453. Метою його діяльності є охорона, вивчення, реставрація і популяризація пам'яток культури Путивльщини. У заповіднику проводиться видавнича та науково-дослідницька робота, а також він є культурно-освітнім закладом.
У фондах заповідника знаходяться 17 747 оригінальних експонатів, а на його території розташовані 44 об'єкти нерухомої культурної спадщини, серед них:
- Мовчанський монастир — жіночій монастир у Путивлі, побудований у XVII-XIX століттях.
- Софроніївський монастир — чоловічий монастир, розташований у селі Нова Слобода. Заснований на початку XVII століття.
- Святодухівський монастир — жіночій монастир у Путивлі, зведений у XVI-XVII століттях.
- Церква Миколи Козацького — храм у Путивлі, побудований у 1737 році.
- Городок — городище, яке є дитинцем та місцем згадки давньоруського міста Путивль у літописах. Є пам'яткою археології національного значення.
- Пам'ятник С. А. Ковпаку — пам'ятник двічі Герою Радянського Союзу.
- Монумент жертвам фашизму «Дзвін Скорботи» — пам'ятний знак в селі Нова Слобода на честь загиблих від рук фашистських карателів.
- Музей зброї та військової техніки — музей, який знаходиться у Спадщанському лісі поряд з Музеєм партизанської слави «Спадщанський ліс», та є його відділом.